# 韦·莽支拉略
韦·莽支拉略（藏語：དབའ་མང་རྗེ་ལྷ་ལོད，威利转写：dbav mang rje lha lod，？—？）是吐蕃帝国的一位将军。出身韦氏贵族。
韦·莽支拉略曾于814年与没庐·墀松热霞一起带兵入侵唐朝，大败唐军。后来，他取代没庐·墀松热霞，成为吐蕃帝国的大相。
根据《敦煌吐蕃历史文书》的“大相世系表”记载，韦·莽支拉略的大相之位后来被没庐·墀松杰拉囊取代。墀松杰拉囊正是《唐蕃会盟碑》中提到的尚绮心儿。
| 韦·莽支拉略          |                            |                                     |
| 前任： 没庐·墀松热霞 | 吐蕃大贡论 800年？—810年？ | 繼任： 没庐·墀松杰拉囊 （尚绮心儿） |